# Schildomyia brevihirta
Schildomyia brevihirta är en tvåvingeart som beskrevs av Malloch 1926. Schildomyia brevihirta ingår i släktet Schildomyia och familjen tickflugor. Inga underarter finns listade i Catalogue of Life.